# 萨姆·沃克
萨姆·沃克（英語：Sam Walker，1995年5月7日—），英国男子乒乓球运动员。他曾代表英格兰参加2014年、2018年和2022年英联邦运动会乒乓球比赛，获得一枚银牌和二枚铜牌。他也曾参加2016年夏季奥运会。